# Maya (cruzador)
O Maya (まや) foi um cruzador pesado da Marinha Imperial Japonesa da Classe Takao, que combateu na Segunda Guerra Mundial. O navio foi construído em 1928 para a Marinha Imperial Japonesa, Tinha um deslocamento de 13 350 toneladas  e um comprimento de 203,3 metros.
O Maya foi afundado por quatro torpedos disparados do submarino da Marinha dos Estados Unidos USS Darter  durante a Batalha do Golfo de Leyte em 23 de outubro de 1944.